# Ligue de la jeunesse somalie
La Ligue de la jeunesse somalie  ou Somali Youth League (SYL) fut le premier parti politique de Somalie. Fondée en 1943, alors que la Somalie italienne se trouvait sous administration britannique, elle joua un rôle clé dans l’accession du pays à l’indépendance, dans les années 1950 à 1960, avant de devenir le parti dominant de la nouvelle République jusqu'au coup d'État militaire de 1969.

## Histoire
La SYL a été précédée par la Somali Islamic Association dans les années 1920, et la Somaliland National Society en 1935. À sa fondation, elle s'appelait Somali Youth Club (SYC), soit Club de la jeunesse somalie, avant de prendre son nom définitif en 1948.
Avec le soutien de la Grande-Bretagne, la SYL tente d'unifier les nombreux groupes somalis. En 1947, elle devint active en Ogaden (Éthiopie) et au Kenya, avec pour objectif d’unifier tous les territoires où vivent des Somalis, d’abolir le clanisme et de s’opposer à la domination italienne. La SYL tente de s'implanter en Somalie britannique, où les principaux partis étaient la Ligue nationale somalie (Isaaq) et le Parti somali unifié (Dir et Darod), ainsi qu'en Côte française des Somalis.
La Conférence de Potsdam organisée en 1945 décida que l’Italie ne récupérerait pas automatiquement les possessions africaines qu’elle avait perdues pendant la guerre. Cependant, après le rejet du «compromis Bevin-Sforza» de mai 1949, en novembre 1949, l’Assemblée générale des Nations unies confie pour dix ans l'administration de l'ancienne Somalia à l'Italie, chargée de l'amener à l'indépendance en 1960.
Lors des premières élections dans l'ancienne Somalie italienne, en 1956, la SYL obtient 43 sièges sur 70 (pour 13 au Hizbia Digil Mirifleh et les autres répartis entre de petits groupes). En 1959, au Somaliland, les élections sont remportées par le Somaliland National Party et le United Somali Party, la SYL n'y obtient que 5 % des voix et aucun siège.
En juillet 1960, les Somalie anglaises et italiennes accèdent à l'indépendance et fusionnent pour donner naissance à la République de Somalie. Le 30 mars 1964, les premières élections nationales après l’indépendance donnent la majorité absolue à la SYL avec 69 sièges au parlement sur un total de 123. Onze autres partis se partagent les sièges restants. La SYL remporte également les élections suivantes en mars 1969 mais la même année, un coup d’État militaire porte Siad Barre au pouvoir et le Conseil révolutionnaire suprême interdit tous les partis politiques.

## Responsables
Premiers ministres:
- Abdirashid Ali Shermarke (12 juillet 1960 – 14 juin 1964);
- Abdirizak Haji Hussein (14 juin 1964 – 15 juillet 1967);
- Mohamed Ibrahim Egal (15 juillet 1967 – 1er novembre 1969).